# فلوريدا بانثرز
فلوريدا بانثرز (بالإنجليزية: Florida Panthers)‏ هو فريق هوكي جليد أمريكي محترف يلعب في الشعبة الأطلسية من القسم الشرقي في دوري الهوكي الوطني (NHL).